# Paul's Boutique
Paul's Boutique es el segundo disco de estudio del grupo norteamericano de hip hop Beastie Boys, lanzado el 25 de julio de 1989, en Capitol Records. Producido por Dust Brothers, el disco se grabó en el apartamento de Matt Dike y en Record Plant en Los Ángeles entre 1988 a 1989, y se mezcló en Record Plant. Los remixes se hicieron en los estudios de Record Plant de Manhattan. Además de las voces, el álbum está casi completamente compuesto por samples.
Paul's Boutique no igualó las ventas de Licensed to Ill, el primer disco del trío, y Capitol dejó de promocionarlo. En cualquier caso, su popularidad creció y desde entonces ha sido reconocido como uno de los discos que marcó un antes y un después en la historia del hip hop. Muy rico tanto lírica como sonoramente, Paul's Boutique aseguró a los Beastie Boys' un lugar entre los favoritos en el género del hip-hop. A menudo llamado como el "Sgt. Pepper del hip-hop", ha aparecido en varias listas de los mejores álbumes de todos los tiempos y muchos críticos lo consideran un álbum histórico del hip hop de la edad de oro y un hito fundamental en cómo trabajar en producción basada en samples.
El 27 de enero de 1999, Paul's Boutique fue certificado doble platino en ventas por la Recording Industry Association of America. En 2003, el disco alcanzó el puesto 156 en la lista de Los mejores 500 discos de todos los tiempos  elaborada por la revista Rolling Stone. El álbum fue relanzado el 27 de enero de 2009, en un pack espacial con motivo del 20 aniversario, remasterizado en 24-bit y con una pista de comentarios.

## Antecedentes
Etquetados como artistas de one-hit wonders y distanciados de su anterior productor, Rick Rubin, y de su sello, Def Jam, Beastie Boys estaban en un exilio autoimpuesto en Los Ángeles a principios de 1988, después de haber sido descartados por la mayoría de los críticos musicales. Tras el éxito comercial de Licensed to Ill, el grupo se centraba en hacer un álbum con más profundidad creativa y menos material comercial. El álbum anterior del grupo había sido enormemente popular y recibió elogios tanto entre los críticos de música convencional como de hip hop, aunque sus ritmos simples y pesados y sus letras cómicamente juveniles llevaron a su etiqueta como frat hip hop. El grupo firmó con Capitol Records y EMI Records.

## Producción
Paul's Boutique fue producido con los Dust Brothers, cuyo uso extensivo e innovador del sampling ayudó a establecer la práctica del muestreo de múltiples capas como un arte en sí mismo. Si bien los Dust Brothers estaban decididos a hacer un disco exitoso, acordaron con el grupo producir un disco más experimental y sonoramente diferente. En total, se muestrean 105 canciones, incluidas 24 muestras individuales solo en la última pista. Los Dust Brothers produjeron las pistas de acompañamiento con la intención de lanzar un álbum instrumental, pero los Beastie Boys los persuadieron para que las usaran como base de su álbum Licensed to Ill.
Contrariamente a la creencia popular, la mayor parte de las muestras para Paul's Boutique finalmente se aprobaron, pero a costos dramáticamente más bajos en comparación con las tarifas actuales. Un artículo de 2005 de Paul Tingen acerca de The Dust Brothers revela que la mayoría de las muestras fueron autorizadas "de manera fácil y asequible, algo que [...] sería 'impensable' en la litigiosa industria musical actual." Mario "Mario C" Caldato, Jr., ingeniero del álbum, dijo que "nos dimos cuenta de que habíamos gastado mucho dinero en el estudio. Habíamos gastado alrededor de 1/4 de millón de dólares en derechos y licencias para muestras". Este tipo de sampleo sólo era posible antes de Grand Upright Music, Ltd. v. Warner Bros. Records Inc., the landmark lawsuit against Biz Markie by Gilbert O'Sullivan, que cambió el enfoque del sampleo de los artistas de hip hop.
Hablando sobre el álbum 20 años después, Adam Yauch dijo en Clash:
The Dust Brothers tenían un montón de música juntos antes de que llegáramos a trabajar con ellos. Como resultado, muchas de las pistas provienen de canciones que habían planeado lanzar en clubes como instrumentales: "Shake Your Rump", por ejemplo. Habían juntado algunos ritmos, líneas de bajo y de guitarra, todos estos loops juntos, y se sorprendieron bastante cuando dijimos que queríamos rimar con ello, porque pensaban que era demasiado denso. Se ofrecieron a reducirlo a solo ritmos, pero queríamos que todo eso estuviera ahí. Creo que la mitad de las pistas fueron escritas cuando llegamos allí y la otra mitad la escribimos juntos." 
Todas las canciones de Paul's Boutique fueron grabadas en el salón de la casa de Matt Dike en Los Ángeles, usando un sampler Emax HD, computador MacIntosh y equipo de DJ, con excepción de "Hello Brooklyn". "B-Boy Bouillabaisse" se grabó en el edificio de apartamentos de Yauch en Koreatown, Los Ángeles. La ubicación de la grabación fue acreditada en las notas del álbum como Opium Den. Las grabaciones para Paul's Boutique fueron mezcladas más tarde por los Dust Brothers en Record Plant Studios in Los Ángeles.
El álbum lleva el nombre de una tienda que creó el grupo llamada Paul's Boutique. En la portada del álbum, el grupo colgó un cartel que decía "Paul's Boutique" en una tienda de ropa llamada Lee's Sportswear en la esquina de las calles Rivington y Ludlow, en el Lower East Side de Manhattan. 

## Lanzamiento
La portada y la portada son una fotografía de Ludlow Street (tomada desde 99 Rivington Street), acreditada a Nathanial Hörnblowér, pero tomada por Jeremy Shatan.
En su lanzamiento inicial, Paul's Boutique no tuvo éxito comercial debido a su muestreo y lirismo densos y experimentales, en contraste con el álbum anterior del grupo, Licensed to Ill. Fue una decepción comercial, alcanzando el puesto 24 en el Top R&B/Hip-Hop Albums. El álbum recibió disco de gold por parte de la Recording Industry Association of America el 22 de septiembre.Para 1999, Paul's Boutique vendió más de 2 millones de copias y obtuvo la certificación doble platino.

## Crítica
Las críticas contemporáneas de Paul's Boutique fueron uniformemente positivas y la producción recibió elogios. David Handelman de  Rolling Stone dijo que las canciones están "impulsadas por la hábil interacción de las tres voces y un tornado poético de imágenes", con muestras musicales "igualmente extendidas" en un álbum que está "plagado de bravuconadas de tipo duro" pero es una tontería inteligente y divertida". Greg Kot de the Chicago Tribune elogió la producción "hábil" de los Dust Brothers y las rimas de los Beastie Boys, que calificó de "hilarantes, viciosas, surrealistas y mocosas". Escribiendo para Playboy, Robert Christgau dijo que aunque "no te sorprende como suele hacerlo el gran rap", "los Beasties y los Dust Brothers de Tone-Lōc han creado un sonido que te sorprende con sus ritmos marcados y samples literales. a veces de forma inquietante." Los elogió por "insistir en las rimas más inteligentes del negocio" y escribió: "los Beasties se concentran en cuentos fantásticos en lugar de alardear o menospreciar. A su manera irresponsable y ejemplar, se burlan del uso indebido de drogas, el racismo, las agresiones y otros verdaderos vicios de los que los tontos pueden acusarlos". En Christgau's Record Guide: The '80s (1990), dijo que la "volubilidad de alta velocidad y los riffs de ninguna parte te sorprenderán y deleitarán" del álbum, calificándolo de "una afirmación absolutamente sin pretensiones y sin sesgos de la diversidad cultural, de dónde [el grupo] vino y adónde fueron desde allí".

### Reconocimientos
Lista de clasificaciones y listados del álbum en publicaciones seleccionadas y listas de álbumes principales:
- Ranked #5 on Slant Magazine's "Best Albums of the 1980s"[35]
- Ranked #37 on Blender's "The 100 Greatest American Albums of All Time"
- Ranked #2 on Ego Trip's "Hip Hop's 25 Greatest Albums by Year (1980–1998)"
- Ranked #156 on "Rolling Stone's 500 Greatest Albums of All Time"
- Ranked #12 on Spin's "100 Greatest Albums, 1985–2005"
- Ranked #74 on VH1's "Top 100 Albums"
- Ranked #98 on Q's "Q Magazine Readers' 100 Greatest Albums Ever"
- Ranked #3 on Pitchfork Media's "Top 100 Albums of the 1980s"
- Ranked #8 on Chris Rock's list of the "Top 25 Hip-Hop Albums"
- Selected as one of Rolling Stone magazine's "The Essential 200 Rock Records"
- Selected as one of TIME magazine's "100 Greatest Albums of All TIME"
- Selected by Rhapsody as one of "The 10 Best Albums by White Rappers"[36]

## Legado
Desde que Paul's Boutique fue lanzado al mercado, su posición crítica ha mejorado significativamente con el paso del tiempo. NME encontró que el álbum "todavía [ser] una explosión electrizante de genialidad" en una reseña de 1994, viéndolo como una "encarnación más joven" de Ill Communication. Mojo afirmó que el álbum "destruyó el libro de reglas" y lo llamó "uno de los álbumes de rap más inventivos jamás creados". En una reseña de 2003, Rolling Stone lo llamó "una celebración de la cultura basura estadounidense que todavía hoy sorprende; ni siquiera catorce años de escucha obsesiva pueden agotar todos los chistes musicales y líricos amontonados en Paul's Boutique". Mark Kemp de Rolling Stone calificó el álbum en 2009 como una "obra maestra del hip-hop". Nate Patrin de Pitchfork Media lo describió como "un hito en el arte del sampleo, una reinvención de un grupo que parecía encaminarse a un temprano callejón sin salida y un presagio de las obsesiones de la cultura pop y las piedras de toque referenciales que vendría a definir la identidad posmoderna de las décadas siguientes". En una reseña para AllMusic, Stephen Thomas Erlewine resumió la reacción inicial a Paul's Boutique y elogió la densidad que contiene el álbum:

Musicalmente, pocos discos de hip-hop han sido tan ricos; No se trata sólo de las recontextualizaciones de música familiar a través de samples, es el flujo de cada canción y del álbum en su conjunto, que culmina en la suite de pantalla ancha que cierra el disco. Líricamente, los Beasties nunca han sido mejores, no solo porque sus chistes son muy nítidos, sino porque construyen narrativas con mucho cuerpo y retratos evocadores de personajes y lugares. Pocos discos de pop ofrecen tanto para saborear, y si Paul's Boutique solo tuvo un impacto modesto en su lanzamiento inicial, con el tiempo su influencia pudo escucharse a través del pop y el rap, sin embargo, no importa cómo se sintió su influencia, se mantiene como un disco por sí solo. de visión, madurez y logros impresionantes.

Miles Davis dijo que nunca se cansaba de escuchar Paul's Boutique. Después, en una entrevista publicada en Vibe con los tres miembros de Beastie Boys, Chuck D de Public Enemy was quoted as saying that the "dirty secret" among the black hip-hop community at the time of release was that "Paul's Boutique had the best beats." En esa misma entrevista, Mike D was asked about any possible hesitation he or the band might have had regarding their overt "sampling" of several minutes of well-known Beatles background tracks, including the song "The End" on "The Sounds of Science". He claimed that the Beatles filed preliminary legal papers, and that his response was "What's cooler than getting sued by the Beatles?"
In the book For Whom the Cowbell Tolls: 25 Years of Paul's Boutique, host of KDOC's Request Video Gia DeSantis discussed the appeal of the album to local markets and the missed opportunity by Capitol Records to take the album over the top. The book was a follow-up to 33 1/3's book Paul's Boutique.

## Pistas recuperadas
En 2013, los periodistas musicales Dan LeRoy y Peter Relic revelaron que habían descubierto y restaurado una cinta de la primera grabación en Delicious Vinyl's de Beastie Boys, conocida coloquialmente como Delicious Studios. Esta cinta incluía las sesiones de trabajo de seis canciones, cinco de las cuales fueron producidas y empleadas de alguna manera en Paul's Boutique; la otra, titulada The Jerry Lewis, se omitió. Mike D was presented with the restored version of the omitted track in late 2013, and when asked if it warranted an official release his response was, "Probably not this year." After widespread publication of the story, "The Jerry Lewis" has become a highly sought-after "lost track" among dedicated Beastie Boys fans.

## Lista de canciones
Todas las canciones escritas y compuestas por Beastie Boys y Dust Brothers (Mike Diamond, Adam Horovitz, Adam Yauch, John King, Mike Simpson). 
| N.º | Título | Sample(s) | Duración |  |
| 1.  | «To All the Girls» | Contiene samples de: - "Loran's Dance" de Idris Muhammad | 1:29     |  |
| 2.  | «Shake Your Rump» | Contiene samples de: - "Funky Snakefoot" de Alphonse Mouzon - "Super Mellow" de Louis Bellson, Shelly Manne, Willie Bobo y Paul Humphrey - "Tell Me Something Good" by Ronnie Laws - "6 O'Clock DJ (Let's Rock)", "Born to Love You", y "Yo Yo" de Rose Royce - "Jazzy Sensation" de Afrika Bambaataa y The Jazzy 5 - "Dancing Room Only" de Harvey Scales - "Get Off" de Foxy - "That's the Joint" de Funky 4 + 1 - "8th Wonder" de Sugarhill Gang - "Unity (Pt. 2 - Because It's Coming)" de Afrika Bambaataa y James Brown - "Rock the House" de The B-Boys | 3:19     |  |
| 3.  | «Johnny Ryall» | Contiene samples de: - "Momma Miss America" by Paul McCartney - "One of These Days" by Pink Floyd - "Magnificent Sanctuary Band" by Donny Hathaway - "Sharon" by David Bromberg - "Mr. Big Stuff" by Jean Knight - "Military Cut - Scratch Mix" by DJ Grand Wizard Theodore and Kevie Kev Rockwell - "AJ Scratch" by Kurtis Blow - "Kool Is Back" by Funk, Inc. - "(You Gotta) Fight for Your Right (To Party!)" and "The New Style" by Beastie Boys | 3:00     |  |
| 4.  | «Egg Man» | Contiene samples de: - "Superfly" by Curtis Mayfield - "The Murder" by Bernard Herrmann - "Dance to the Music" by Sly & the Family Stone - "Drop It in the Slot" by Tower of Power - "Sport" by Lightnin' Rod feat. Kool & the Gang - "Main Title (Theme From Jaws)" by John Williams - "I'm Ready" by Commodores - "Egg Raid on Mojo" by Beastie Boys - "Bring the Noise" and "You're Gonna Get Yours" by Public Enemy | 2:57     |  |
| 5.  | «High Plains Drifter» | Contiene samples de: - "Those Shoes" by Eagles - "Up on Cripple Creek" by The Band - "Put Your Love (In My Tender Care)" by The Fatback Band - "Suzy Is a Headbanger" by Ramones - "Your Mama Don't Dance" by Loggins and Messina | 4:13     |  |
| 6.  | «The Sounds of Science» | Contiene samples de: - "The End", "Sgt. Pepper's Lonely Hearts Club Band (Reprise)", "When I'm Sixty-Four", "Sgt. Pepper's Lonely Hearts Club Band", and "Back in the U.S.S.R." by The Beatles - "Walk From Regio's" by Isaac Hayes - "Get Up, Get Into It, Get Involved" by James Brown - "Don't Sniff Coke" by Pato Banton - "My Philosophy" by Boogie Down Productions | 3:11     |  |
| 7.  | «3-Minute Rule» | Contiene samples de: - "Brave & Strong" by Sly & the Family Stone - "Feel Good" by Fancy | 3:39     |  |
| 8.  | «Hey Ladies» | Contiene samples de: - "Come Let Me Love You (Instrumental)" by Jeanette "Lady" Day - "Machine Gun" by Commodores - "Magilla Gorilla" by Hoyt Curtin - "Holy Ghost" by Bar-Kays - "Ain't It Funky Now" and "Funky President (People It's Bad)" by James Brown - "Hey DJ" by World's Famous Supreme Team - "The Ballroom Blitz" by Sweet - "Shake Your Pants" by Cameo - "Jungle Boogie" by Kool & the Gang - "So Ruff, So Tuff" by Roger - "Party Time" by Kurtis Blow - "Pumpin' It Up (Special Club Mix)" by P-Funk All Stars - "Jazzy Sensation" by Afrika Bambaataa and The Jazzy 5 - "High Power Rap" by Crash Crew - "Change the Beat (Female Version)" by Beside - "Hush" by Deep Purple | 3:47     |  |
| 9.  | «5-Piece Chicken Dinner» | Contiene samples de: - "Shuckin' the Corn" by Eric Weissberg and Marshall Brickman | 0:23     |  |
| 10. | «Looking down the Barrel of a Gun» | Contiene samples de: - "Last Bongo in Belgium" de Incredible Bongo Band - “Put Your Hand in the Hand“ de Ocean - "Mississippi Queen" de Mountain - "Time" de Pink Floyd | 3:28     |  |
| 11. | «Car Thief» | Contiene samples de: - "Rien Ne Va Plus" de Funk Factory - "Hurdy Gurdy Man" de Donovan - "I'll Bet You" de The Jackson 5 - "Drop the Bomb" de Trouble Funk - "Address to the Crowd" de Max Yasgur | 3:39     |  |
| 12. | «What Comes Around» | Contiene samples de: - "Moby Dick" de Led Zeppelin - "Put on Train" de Gene Harris y The Three Sounds - "It's Hot Tonight" de Alice Cooper | 3:07     |  |
| 13. | «Shadrach» | Contiene samples de: - "Loose Booty" de Sly & the Family Stone - "Funky Drummer" de James Brown - "Never Let 'Em Say" de Ballin' Jack - "Hot and Nasty" de Black Oak Arkansas - "Do Your Dance" de Rose Royce - "King Tim III (Personality Jock)" de The Fatback Band feat. King Tim III - "For Those About to Rock (We Salute You)" de AC/DC - "Say What!" de Trouble Funk - "That's the Joint" de Funky 4 + 1 - "Sugarhill Groove" de Sugarhill Gang | 4:07     |  |
| 14. | «Ask for Janice» | | 0:11     |  |
| 15. | «B-Boy Bouillabaisse" - Some releases separate the nine sections of the "B-Boy Bouillabaisse" suite: - a. "59 Chrystie Street" (0:57) - b. "Get on the Mic" (1:14) - c. "Stop That Train" (1:59) - d. "A Year and a Day" (2:22) - e. "Hello Brooklyn" (1:32) - f. "Dropping Names" (1:03) - g. "Lay It on Me" (0:54) - h. "Mike on the Mic" (0:48) - i. "A.W.O.L." (1:46)» | Contiene samples de: - "Folsom Prison Blues" de Johnny Cash - "That Lady" de The Isley Brothers - "Loran's Dance" de Idris Muhammad - "Are You Experienced?" de Jimi Hendrix - "Burundi Black" de Burundi Steiphenson Black - "The Well's Gone Dry" de The Crusaders - "Ebony Jam" de Tower of Power - "Draw Your Brakes" de Scotty - "Save the World" de Southside Movement - "Let the Music Take Your Mind" de Kool & the Gang - "Into the Night" de Sweet - "When the Levee Breaks" de Led Zeppelin - "New York, New York" de John Battles, Cris Alexander y Adolph Green - "Buffalo Gals" de Malcolm McLaren - "Hey Pocky A-Way" de The Meters - "Good Times" de Chic - "High Power Rap" de Crash Crew - "Good to Go" by Trouble Funk - "Scenario" de Beastie Boys - "Rocket in the Pocket (Live)" de Cerrone - "Starski Live at the Disco Fever" de Lovebug Starski - "Here We Go (Live at the Funhouse)" de Run–D.M.C. - "Bob Marley Interview" de Good Day - "My Philosophy" de Boogie Down Productions - "Change the Beat (Female Version)" by Beside | 12:33    |  |

| Japanese bonus tracks |                                    |          |  |
| N.º                   | Título                             | Duración |  |
| 16.                   | «33% God»                          | 3:53     |  |
| 17.                   | «Dis Yourself in '89 (Just Do It)» | 3:29     |  |

## Personal
- Beastie Boys – producción
- Allen Abrahamson – ingeniero asistente
- Mario Caldato Jr. –  ingeniero
- Mike Simpson – productor, platos, ensemble
- The Dust Brothers – producción
- Matt Dike – ensemble
- Ricky Powell – fotografía
- Jeremy Shatan – fotografía
- Nathaniel Hörnblowér – fotografía
- Dominick Watkins – fotografía

## Listas
| Chart (1989)                            | Peak position |
| --------------------------------------- | ------------- |
| Australia (ARIA)                        | 65            |
| Reino Unido (UK Albums Chart)           | 44            |
| Estados Unidos (Billboard 200)          | 14            |
| Estados Unidos (Top R&B/Hip-Hop Albums) | 24            |